# Moose du Minnesota
Le Moose du Minnesota  est une franchise de hockey sur glace ayant évolué dans la Ligue internationale de hockey.

## Historique
L'équipe a été créée en 1994 à Saint-Paul au Minnesota et évolua dans la LIH durant deux saisons avant d'être transférée pour devenir le Moose du Manitoba.

### Saisons en LIH
Note : PJ : parties jouées, V : victoires, D : défaites, N : matchs nuls, DP : défaite en prolongation, DF : défaite en fusillade, Pts : Points, BP : buts pour, BC : buts contre, Pun : minutes de pénalité
| Saison    | PJ | V  | D  | DP | Pts | Classement                   | Séries éliminatoires | Entraîneur      |
| --------- | -- | -- | -- | -- | --- | ---------------------------- | -------------------- | --------------- |
| 1994-1995 | 81 | 34 | 35 | 12 | 80  | 4e place, division Centrale  | défaite en 1re ronde | Frank Serratore |
| 1995-1996 | 82 | 30 | 45 | 7  | 67  | 5e place, division Mid-Ouest | hors des séries      | Frank Serratore |